# 풍기군
| Daedongyeojido (Gyujanggak) 14-04.jpg | Daedongyeojido (Gyujanggak) 14-03.jpg |
| Daedongyeojido (Gyujanggak) 15-03.jpg | Daedongyeojido (Gyujanggak) 15-02.jpg |

풍기군(豊基郡)은 지금의 경상북도 영주시 서북지역에 있던 옛 행정구역이다. 폐지 전에는 옛 은풍현(殷豊縣)지역인 예천군
효자면과 은풍면지역까지 뻗쳐있었다.
(흔히 안동이 양반도시라고 하는데 사실 1909년까지 양반의 수는 경북에서 경주군이 1위이고 그 다음은 풍기군이였다.
안동은 7위에 머물러있다.)
| 지역   | 양반 가구(1909년 기준) |
| 경주군 | 2,599                  |
| 풍기군 | 2,294                  |
| 봉화군 | 2,213                  |
| 영천군 | 1,526                  |
| 예안군 | 664                    |
| 선산군 | 473                    |
| 장기군 | 402                    |
| 안동군 | 337                    |
| 진보군 | 188                    |
| 상주군 | 133                    |

## 유래
원래 고려시대의 기천현(基川縣)이었는데 조선초기에 은풍현을 합병히 두 글자씩 따서 지어졌다. 여기서는 은풍현과 별도로 기천현 지역만을 다룬다.

## 역사
- 신라시대 이전의 역사는 알 수 없다. 신라시대 이후 기목진(基木鎭)이 설치되었다.
- 고려시대에 고려조정의 통일사업에 협력한 대가인지 일개 진(鎭)에서 일거에 기주(基州)로 승격되었다.[1]
- 1018년 현으로 강등당하고 길주(吉州)의 속현이 되었다.
- 1172년 감무가 설치되었다.
- 1390년 공양왕 2년에 은풍현을 합병했다.
- 1413년 태종13년에 이전의 州였던 관계로 州자가 들어간 고을의 이름을 山이나 川으로 개명하라는 칙령에 의해 기천현(基川縣)이 되었다가 문종대왕의 태가 매장된 곳이어서 군으로 승격되어 합병된 은풍현과 이름을 따서 풍기군이 되었다.
- 1458년 단종북위운동으로 인해 그 진원지인 순흥부가 폐지되어 그 고지가 인근고을로 분할합병되자 그 일부지역을 병합했다.
- 1683년 숙종 9년 순흥부가 부활하자 풍기군에 속했던 구 순흥부지역이 환원
- 1914년 일제에 의한 행정폐합으로 영주군에 합병되었다. 산하면들도 폐합되었다.
- 현재 옛 풍기군 지역은 영주시 풍기읍, 안정면, 봉현면과 예천군 효자면, 은풍면으로 남아 있다.

## 1914년 이후
1914년의 행정구역과 현재의 행정구역 비교
| 구 행정구역           | 구 행정구역 | 신 행정구역 | 신 행정구역                                                                    |
| --------------------- | --- | ----------- | ------------------------------------------------------------------------------ |
| 풍기군 동부면(東部面) | 토성동/동문동, 산법동, 성내동/서문동 | 풍기면      | 동부동, 산법동, 성내동                                                         |
| 풍기군 서부면(西部面) | 등고동/신교동, 장선동/구교동, 백동/속포동, 상삼가동/하삼가동, 고로동/북문동, 욱금동/영전동 | 풍기면      | 교촌동, 금계동, 백동, 삼가동, 서부동, 욱금동                                   |
| 풍기군 창락면(昌樂面) | 미곡동, 신기동/백수동 일부/이동 일부, 대미동/수철리동, 이동 일부/(와룡면)옥동, 대사동/웅수동/이동 일부/백수동 일부 | 풍기면      | 미곡동, 백신동, 수철동, 전구동, 창락동                                         |
| 풍기군 동촌면(東村面) | 증송동/홍교동 일부/단촌동 일부/오산동 일부, 대평동/홍교동 일부/단촌동 일부, 합도동/우음동/아지동 일부, 아지동 일부, 서제동/안심동 일부/일언동 일부, 배치동/오산동 일부/단촌동 일부, 옹암동/안심동 일부                                                | 안정면      | 단촌동, 대평동, 동촌동, 아지동, 안심동, 오계동, 옹암동                         |
| 풍기군 생현면(生峴面) | 내줄동 일부/(영천군 가흥면)상줄동 일부, 내부암동/외부암동, 송동/생현동, 신전동/향산동, 입암동/일언동 일부 | 안정면      | 내줄동, 봉암동, 생현동, 신전동, 일원동                                         |
| 풍기군 용산면(龍山面) | 묵동, 덕천동/어약동/대촌동, 파지동, 여륵동 | 안정면      | 묵동, 용산동, 파지동, 여륵동                                                   |
| 풍기군 와룡면(臥龍面) | 대촌동 일부/흥인동 일부, 신기동/우산동/두치동, 엄현동/흥인동 일부 | 봉현면      | 대촌동, 두산동, 오현동                                                         |
| 풍기군 노좌면(魯佐面) | 월동/백산동/대촌동 일부/하촌동 일부, 유음동/이전동, 하촌동 일부/대촌동 일부, 천동/수한동/대촌동 일부 | 봉현면      | 노좌동, 유전동, 하촌동, 한천동                                                 |
| 풍기군 상리면(上里面) | 고항동, 도촌동/사동/사성동 일부/신기동 일부, 구두동/사성동 일부, 독죽동/진사동/내현동, 상백동/하백동, 보곡동, 상사동/하사동/신기동 일부, 석묘동, 야항동/용두동, 초항동                                                                                | 상리면      | 고항동, 도촌동, 두성동, 명봉동, 백석동, 보곡동, 사곡동, 석묘동, 용두동, 초항동 |
| 풍기군 하리면(下里面) | 금곡동/덕천리/처용동/오류동 일부, 동사동/현촌동 일부, 부초동/시항동 일부/율곡동 일부, 송천동/월감동/후평동, 시항동 일부, 오래동/오류동 일부/율곡동 일부, 우곡동/주산동/정자동 일부, 율곡동 일부, 서사동/양전동/현촌동 일부/정자동 일부, 한감동/조고동 | 하리면      | 금곡동, 동사동, 부초동, 송월동, 시항동, 오류동, 우곡동, 율곡동, 은산동, 탑동   |